# Iso-Juurikka
Iso-Juurikka eller Juurikkajärvi är en sjö i Finland. Den ligger i kommunen Sievi i landskapet Norra Österbotten, i den centrala delen av landet, 400 km norr om huvudstaden Helsingfors. Iso-Juurikka ligger 136,1 meter över havet. Arean är 1,41 kvadratkilometer och strandlinjen är 10,1 kilometer lång. Sjön  ingår i Kalajoki älvs huvudavrinningsområde.   I omgivningarna runt Iso-Juurikka växer i huvudsak blandskog.